# 名古屋市立常磐小学校
名古屋市立常磐小学校（なごやしりつ ときわしょうがっこう）は、名古屋市中川区小本一丁目にある公立小学校。

## 歴史
前身は愛知郡常磐村の常磐尋常高等小学校として1907年（明治40年）1月1日に開校している。この学校は同村内に従来存在した松葉高等小学校・松葉尋常小学校・篠原尋常小学校・柳森尋常小学校・岩塚尋常小学校の各校を経済的な理由により統廃合して開校したものであった。開校時から校地に変更はない。1921年（大正10年）に常磐村が名古屋市に編入されると、同時に名古屋市常磐尋常高等小学校と名前を変えることになる。
1941年（昭和16年）には国民学校令に伴い名古屋市常磐国民学校と、1947年（昭和22年）には新学制により名古屋市立常磐小学校と名を改め、現在に至っている。
常磐の校名は、前述の通り愛知郡常磐村の学校であったことに由来するが、村名は常磐村が岩塚村・松葉村・柳森村の三か村の合併により生じたことによる。常磐は松葉の「松」と柳森の「森」に、磐は岩塚の「岩」に通ずるという。

### 児童数の変遷
『愛知県小中学校誌』（2018年）によると、児童数の変遷は以下の通りである。
| 1947年（昭和22年） | 1407人 |  |
| 1957年（昭和32年） | 1510人 |  |
| 1967年（昭和42年） | 1353人 |  |
| 1977年（昭和52年） | 1308人 |  |
| 1987年（昭和62年） | 1052人 |  |
| 1997年（平成9年）  | 866人  |  |
| 2007年（平成19年） | 922人  |  |
| 2017年（平成29年） | 823人  |  |

## 通学区域
所管する名古屋市教育委員会は、2018年（平成30年）9月1日現在、中川区のうち、岩塚町字本地・烏森町・小本一丁目・小本二丁目・小本三丁目・小本本町・五月南通2～3丁目・四女子町・宗円町・太平通1丁目・中京南通・辻畑町・蔦元町1丁目・富船町1～4丁目・長良町・八田町字上長草・八田町字下長草・八田本町・花池町・松葉町・万町・南脇町・柳瀬町・好本町1～2丁目の全域および上高畑一丁目・吉良町・小塚町・篠原橋通3丁目・蔦元町2丁目・野田一丁目・八田町・柳森町・好本町3丁目の各一部を通学区域として指定している。
また、卒業後の進学先は名古屋市立長良中学校となっている。

## 交通アクセス
- 名古屋臨海高速鉄道あおなみ線 小本駅すぐ。
- 近鉄名古屋線 烏森駅より徒歩7分。
- 名古屋市営地下鉄東山線・JR関西本線 八田駅より徒歩12分。
- 名古屋市営バス「小本駅」停留所すぐ。

### WEB
1. ↑  名古屋市役所教育委員会事務局総務部企画経理課企画統計係 (2018年9月18日). “中川区の小・中学校一覧”.   名古屋市. 2018年11月14日閲覧。
2. ↑  名古屋市教育委員会事務局総務部教育環境計画室計画係 (2018年9月1日). “名古屋市立小・中学校の通学区域一覧（中川区）” (PDF).   名古屋市. 2018年11月15日閲覧。
3. ↑  名古屋市教育委員会事務局総務部教育環境計画室計画係 (2018年4月1日). “名古屋市立中学校区一覧（小→中）” (PDF).   名古屋市. 2018年11月15日閲覧。

### 文献
1. 1 2 3 4 5 6  中川区制50周年記念誌編集委員会 1987, p. 413.
2. ↑  愛知郡役所 1923, pp. 302–303.
3. ↑  六三制教育七十周年記念 愛知県小中学校誌 合同記念誌編集特別委員会 2018, p. 226.